# Åke Sundqvist (militär)
Åke Nikolaus Sundqvist, född 8 juli 1917 i Sollefteå, död 10 december 1994 i Stockholm, var en svensk officer i flygvapnet.

## Biografi
Sundqvist utnämndes till fänrik i flygvapnet 1940 och tjänstgjorde 1940–1945 vid Västmanlands flygflottilj (F 1). År 1942 befordrades han till löjtnant, 1948 till kapten, 1952 till major, 1956 till överstelöjtnant, 1959 till överste och till sist 1962 till överste av första graden. 
Åren 1959 till 1962 var han flottiljchef för Östgöta flygflottilj (F 3). Från 1962 fram till sin pensionsavgång 1972 var han verksam vid Försvarets materielverk, där han var chef för robotavdelningen. Sundqvist gifte sig 1942 med Ulla Ekeroth, tillsammans fick de två barn, Eva och Per.
Åke Sundqvist är gravsatt i minneslunden på Kungsholms kyrkogård i Stockholm.

## Utmärkelser
- Kommendör av första klass av Svärdsorden, 6 juni 1966.[2]